# 코이와이 코토리
코이와이 코토리(일본어: 小岩井 ことり, 1990년 2월 15일 ~ )는 일본의 교토 출신의 여자 성우이다. Office Peerless 유한회사 소속이다.

## 개요
신장은 165cm로, 여성 성우로서는 장신의 부류에 들어간다.
그 키가 콤플렉스인 것을 성우 그랑프리의 인터뷰에서 말했다.
쓰리 사이즈는 위에서 90(G컵) - 58-86cm로 뛰어난 나이스 버디의 소유자이다.
매력 포인트는 무릎까지 있는 지금까지 염색한 적이 없는 검은 머리로 '여사라쿠'의 니코니코 생의 프로그램에서 그 아름다운 검은 머리를 확인할 수 있다.「아이마스」의 라이브에서는 이 긴 검은 머리를 살린 안무가 있다.
DTMer이며 작곡도 잘한다.MIDI 검정 1급 취득. 얼마나 가치가 있는지는 외부 링크에 있는 블로그나 Twitter, 인터뷰 기사를 보는 것이 빠를 것이다.
무려 자택에 완전 방음 부스조차 마련되어 있을 정도의 초가치이며, 자택 녹화하여 그대로 납품하는 것조차 가능한 수준의 기재가 갖추어져 있다고 한다. 참조
그리고 2018년 4월 4일 자신이 연기하는 덴쿠바시 토모카(밀리언 라이브)의 솔로곡 'Sister'로 마침내 작사, 작곡가로 메이저 데뷔.셀프 프로듀스로서의 데뷔가 되었다.
더욱이 페이리(숙스트)의 생일에는 작사·작곡·편곡·녹음·안무·모션캡처·노래 모두를 담당하는 다채로운 모습을 보여줬다.
2019년 4월 3일에는 MENSA 회원이 된 것을 보고.본인이 말하기를 'IQ 밀리언 성우(대거짓말)'.
2020년에는 어울테크와의 콜라보 이어폰 「KPro01」의 크라우드 펀딩으로 1.6억엔을 모으거나, 자가 프로듀싱 ASMR 레이블 「kotoneiro」를 시작하는 등 여러 방면으로 활동을 펼치고 있다.
게다가 2022년에는, 자신도 공동 저자의 1명이 된 논문 「레어한 모라를 포함한 일본어 가창 데이터베이스의 구축과 기초 평가」가 학회에서 발표되어, 게다가 최우수상을 수상했다.
연구를 위해 4600문의 코퍼스 문장을 모두 3가지씩 수록한(공저자가 말하기를 "고행을 강요했다") 외에 오리지널 곡을 50곡이나 작사·작곡·스스로 가창해 제공(이로써 연구 사용에 있어서의 저작권의 제약이 완화되었다)해, 연구에 크게 공헌했다고 한다.참고기사1 참고기사2
2022년, 미디어 믹스 프로젝트 D4DJ 프로젝트에 대해서는, 카이하라 미치루를 연기하는 것과 동시에, 작중의 유닛 「UniChØrd」의 음악 프로듀서를 맡고 있다. Twitter 공식 계정에서
커버곡 「POP TEAM EPIC」의 편곡, 오리지날곡 「제일 미치루 체조」(작사·작곡·편곡)등을 다루고 있다.
최근에는 자체제작 PC를 새로 구입했을 때, 합계 금액은 무려 100만엔이 넘습니다!
금액도 그렇지만 스펙도 무서운 것이다.
……그러나 대인관계에는 상당히 고생해 온 것 같고, 이마이 아사미의 Youtube의 프로그램에 출연했을 때에는 그것을 엿보고 알 수 있는 발언을 통곡하면서 하고 있었다.
(그녀가 말하길 "처음에는 하루카가 함께 연습하자는 이유를 몰랐다" "하지만 동료나 친구가 생기고 나서 그 기분을 알게 되었고, 좀 더 살아보려고 했다" "벌써 세상에 절망하고 있었으니까..." 이에 이마이 아사미는 "코코는 지금 타고난 것이 정말로 개화하고 있다고 생각한다"고 대답했다)

## 출연 작품

### 애니메이션
2011년
- 청의 엑소시스트 (요시쿠니)

2012년
- 죠시라쿠 (하로우키테이 키구루미)
- PSYCHO-PASS (후나하라 유키)

2013년
- 논논비요리 (미야우치 렌게)
- 단재분리의 크라임엣지 (무샤노코우지 이와이[4])
- 은여우 (후쿠)
- 판타지스타 돌 (세이쇼 코마치의 어렸을 때, 소메트&프로토 타입1 이하 다종의 판타지스타 돌)
- GATCHAMAN CROWDS (우츠츠)

2014년
- 사키 전국편 (유메노 마호, 카고시마 현의 실황 아나운서)
- 메카쿠시티 액터즈 (아사히나 히요리)
- M3 ~그 검은 강철~ (이즈리하 사사메, 츠구미)
- 소울 이터 NOT! (카나 알타이르)
- 캡틴 어스 (피츠)
- 침략! 오징어 소녀 (여성)
- 일곱 개의 대죄 (엘레인)

2015년
- 아이카츠! (다이치 노노)
- 논논비요리 리피트 (미야우치 렌게)
- 니세코이 2기 (아야카지 스즈)
- 타마유라 (하마다 칸나)
- Charlotte (코니시)
- GATCHAMAN CROWDS insight (미야 우츠츠)

2016년
- 타나카 군은 항상 나른해 (시라이시)
- 걸 프렌드 (마키세 스바루)

2018년
- 장난을 잘 치는 타카기 양 (마노)

2019년
- 장난을 잘 치는 타카기 양 2기 (마노)

2020년
- 프린세스 커넥트! Re:Dive (린)

2021년
- 논논비요리 논스톱 (미야우치 렌게)